# Радисав Раја Недељковић
Радисав Раја Недељковић (Грошница, код Крагујевца, 14. мај 1911 — Београд, 22. фебруар 1996) био је правник, учесник Народноослободилачке борбе, друштвено-политички радник СФРЈ и СР Србије и народни херој Југославије.

## Биографија
Рођен је 14. маја 1911. у селу Грошници, код Крагујевца. Потицао је из земљорадничке породице Петра и Наталије Нане Недељковић. Основну школу завршио је у родном селу, а гимназију у Крагујевцу. Као ученик Прве крагујевачке гимназије, прикључио се револуционарном омладинском покрету. Године 1936, после одслужења војног рока у Југословенској војсци, започео је у Београду студије на Правном факултету. Током студија активно је учествовао у револуционарном студентском покрету. Био је председник Опште студентске мензе и економских организација студената, и активно радио на помоћи сиромашним студентима.
Године 1937. примљен је у чланство тада илегалне Комунистичке партије Југославије (КПЈ). Након радничко-студентских демонстрација у Београду 14. децембра 1939, по одлуци партијског руководства, упућен је на партијски рад у Крагујевац. На Окружној партијској конференцији, одржаној у пролеће 1940. изабран је за члана Окружног комитета КПЈ за Крагујевац. Почетком 1941. мобилисан је у Југословенску војску, а напад Сила осовине на Југославијуе, 6. априла 1941. затекао га је на положају на југословенско-бугарској граници. Након брзог слома и капитулације, половином априла 1941. успео је да избегне заробљавање и врати се у Крагујевац, где је наставио са партијским радом.

### Народноослободилачка борба
Након окупације Југославије, активно је радио на примпреми оружаног устанка и учествовао је у прикупљању оружја, муниције и другог ратног материјала, као и окупљању бораца и њиховом припремању за борбу. Одлуком ОК КПЈ за Крагујевац 12. јула 1941. постављен је за команданта тада формираног Крагујевачког партизанског одреда, који је под његовом командом изводио акције дуж комуникација које су водиле ка Крагујевцу, а посебно на прузи између Крагујевца и Краљева. У току лета 1941. Крагујевачки одред је стално растао, па је у свом састaву имао три батаљона. У току Прве непријатељске офанзиве, повлачио се заједно са главнином партизанских снага повукао у Санџак, а потом у југоисточну Босну, где је 21. децембра 1941. у Рудом ушао у састав тада формиране Прве пролетерске ударне бригаде. Остатак одреда тада је постао Трећи крагујевачки батаљон, а Раја Недељковић његов командант.
У Првој пролетерској ударној бригади, Недељковић је остао све до краја 1942, када је одлуком Централног комитета КПЈ постављен за руковoдиоца Политичког одељења (Политодела) Пете пролетерске црногорске ударне бригаде. После битке на Сутјесци, јуна 1943. премештен је у Четврту крајишку ударну бригаду, где је обављао исту дужност. Крајем исте године постављен је на дужност заменика политичког комесара Прве крајишке ударне бригаде са којом је током 1944. учествовао у борбама у Босни, Црној Гори и Србији, током 1943. и 1944. године. Јуна 1944. одлуком Врховног штаба НОВ и ПОЈ, заједно са другим истакнутим војним и политичким руководиоцима из Србије, пребачен је авионом у јужну Србију, која је тада била центар Народноослободилачке борбе у Србији.
У јужној Србији је преузео дужност политичког комесара 23. српске дивизије, са којом је учествовао у борбама против четника у источној Србији и борбама с бугарским окупаторским јединицама. Када је авгсута 1944. формиран 14. српски корпус НОВЈ, у чији је састав ушла и 23. српска дивизија, Недељковић је постављен за политичког комесара корпуса. Одмах по формирању корпус је добио наређење да крене долином Тимока избије на Дунав и повеже се са јединицама Трећег украјинског фронта Црвене армије, које су наступале у Југославију, из правца Румуније. Након повезивања са црвеноармејцима у близини Кладова, јединице 14. корпуса су заједно са Црвеном амријом наступале ка Београду, где су учествовале у Београдској операцији. Након ослобођења Београда, октобра 1944. учествовао је у борбама на Сремском фронту, али је почетком 1945. одлуком ЦК КПЈ повучен из НОВЈ и упућен на политички рад. 

### Послератни период
Августа 1945. учествовао је на Трећем заседању АВНОЈ, након чега је био посланик Привремене народне скупштине ДФЈ. Након избора за Уставотворну скупштину НР Србије, новембра 1946. постао је генерални секретар Владе НР Србије, а од 4. априла 1947. до 8. марта 1949. био је председник Комисије државне контроле. Потом је био упућен на политички рад у Крагујевац, где је обављао дужности — секретара Обласног комитета КПЈ и председника Обласног народног одбора. Године 1952. враћен је у Београд, где је обављао дужности — државног секретара Савезне владе за буџет и администрацију. Биран је за народног посланика Скупштине СР Србије и Савезне скупштине, до 1969. године, а од 1974. био је члан Савета федерације.
Био је активан у раду друштвено-политичких организација СР Србије — био је председник Републичког одбора СУБНОР-а Србије, од 1965. до 1969, члан Председништва ССРН Србије и члан Председништва Савезног одбора СУБНОР-а Југославије. За члана Централног комитета Савеза комуниста Србије, биран је од 1945, а за члана Централног комитета Савеза комуниста Југославије на Шестом и Седмом конгресу СКЈ. Имао је чин резервног генерал-мајора ЈНА.
Умро је 22. фебруара 1996. у Београду и сахрањен је у Алеји народних хероја на Новом гробљу у Београду.
Носилац је Партизанске споменице 1941. и других југословенских одликовања, међу којима су — Орден народног ослобођења, Орден југословенске заставе са лентом, Орден заслуга за народ са златном звездом, Орден братства и јединства са златним венцем и Орден за храброст. Орденом народног хероја одликован је 6. јула 1953. године.
По његовој мајци Наталији зове се школа у Грошници, ОШ „Наталија Нана Недељковић” Грошница.

## Галерија
- Раја Недељковић говори на обележавању друге годишњице Прве крајишке бригаде, маја 1944. у околини Приједора
- Гроб Раје Недељковића у Алеји народних хероја на Новом гробљу у Београду
- Партизанска споменица 1941.
- Орден народног хероја